# Paweł Moskwik
Paweł Moskwik (* 8. června 1992, Osvětim) je polský fotbalový záložník, obránce či útočník, od července 2014 působící v klubu Piast Gliwice.

## Klubová kariéra
S fotbalem začínal v malém polském klubu Hejnał Kęty. Jako dorostenec hrál ještě v Unii Oświęcim. S kopanou na seniorské úrovni se seznámil v klubu Puszcza Niepołomice, kde nastupoval v letech 2011-2014 a v sezoně 2012/13 s týmem postoupil do 1. ligy (druhé nejvyšší soutěže).

### Piast Gliwice
V létě 2014 odešel do jiného polského klubu Piast Gliwice.

#### Sezóna 2014/15
V A-týmu debutoval 23. února 2015 v zápase 21. ligového kola proti týmu GKS Bełchatów (výhra Piastu 3:1), odehrál 90 minut. Svůj první gól za mužstvo vstřelil ve 28. kole (18. 4. 2015) proti mužstvu Jagiellonia Białystok (Gliwice prohráli 1:2). Další branku přidal ve 35. kole ve střetnutí proti klubu Korona Kielce, když v 55. minutě vyrovnával na 1:1 (Piast nakonec prohrál 1:2). V ročníku 2014/15 vsítil dva góly ve 13 utkáních.

#### Sezóna 2015/16
V ročníku 2015/16 odehrál 18 střetnutí, branku nedal. V sezoně s týmem dosáhl historického umístění, když jeho klub skončil na druhé příčce a kvalifikoval se do druhého předkola Evropské ligy UEFA.

#### Sezona 2016/17
S Piastem se představil ve 2. předkole Evropské ligy UEFA, kde klub narazil na švédský tým IFK Göteborg, kterému podlehl 0:3 (v tomto utkání Paweł nenastoupil) a remízoval s ním 0:0.

## Klubové statistiky
Aktuální k 28. květnu 2016
| Sezona  | Klub                | Soutěž      | Zápasy | Góly |
| ------- | ------------------- | ----------- | ------ | ---- |
| 2011/12 | Puszcza Niepołomice | II liga     | 18     | 3    |
| 2012/13 | Puszcza Niepołomice | II liga     | 33     | 10   |
| 2013/14 | Puszcza Niepołomice | I liga      | 22     | 5    |
| 2014/15 | Piast Gliwice       | Ekstraklasa | 13     | 2    |
| 2015/16 | Piast Gliwice       | Ekstraklasa | 18     | 0    |